# Edward Mooney
Edward Aloysius Mooney, né le 9 mai 1882 à Mont Savage (Maryland) et décédé le 25 octobre 1958 à Rome, est un prêtre américain du diocèse de Baltimore, diplomate du Saint-Siège et archevêque de Détroit de 1937 à sa mort. Il fut créé cardinal en 1946. 

## Biographie
Edward Mooney  étudie à Baltimore et à Rome. Il exerce son ministère pastoral à Cleveland  en 1922 et 1923 puis est directeur spirituel du North American College à Rome de 1923 à 1926. 
Il est nommé par Pie XII archevêque titulaire d'Irenopolis-en-Isaurie et est consacré le 31 janvier de la même année par Willem Marinus van Rossum avec comme co-consécrateurs Francesco Marchetti-Selvaggiani et Giulio Serafini. Il est nommé délégué apostolique aux Indes orientales (en) en 1926. Il est ensuite délégué apostolique au Japon (en) en 1931. En 1933, le pape lui confie le diocèse de Rochester avant, finalement, de le nommer archevêque de Détroit en 1937.
Le pape Pie XII le crée cardinal lors du consistoire du 18 février 1946. Il meurt à Rome le 25 octobre 1958, terrassé par une crise cardiaque trois heures avant le début du conclave qui suit la mort de Pie XII.

## Succession apostolique
Edward Mooney a ordonné les évêques suivants :
- Évêque Bernard James Sullivan (de), S.I. (1929)
- Évêque William Bouter (de), M.H.M. (1929)
- Archevêque Pierre-Guillaume Marque (pl), O.M.I. (1930)
- Évêque Walter Andrew Foery (en) (1937)
- Évêque Stephen Stanislaus Woznicki (en) (1938)
- Évêque William Francis Murphy (en) (1938)
- Évêque Thomas Lawrence Noa (en) (1946)
- Évêque Allen James Babcock (en) (1947)
- Évêque Alexander M. Zaleski (en) (1950)
- Évêque Adolf Schmitt (de), C.M.M. (1951)
- Évêque Henry Edmund Donnelly (en) (1954)
- Évêque John Anthony Donovan (en) (1954)